# La Cuisine (série télévisée)
 (décembre 2022).
- Si vous ne connaissez pas le sujet, laissez ce bandeau (vous pouvez alors contacter les auteurs).
- Si vous supprimez le contenu mis en cause (vous pouvez préalablement contacter les auteurs),

argumentez précisément cette suppression dans la page de discussion
(un manque de référence n'est pas un argument ; une recherche réelle de référence doit avoir été effectuée, être formellement documentée).
 (novembre 2016).
Si vous disposez d'ouvrages ou d'articles de référence ou si vous connaissez des sites web de qualité traitant du thème abordé ici, merci de compléter l'article en donnant les références utiles à sa vérifiabilité et en les liant à la section « Notes et références ».
La Cuisine (Кухня) est une série télévisée comique russe en 120 épisodes de 25 minutes produite par Keystone et Yellow, Black and White, diffusée du 22 octobre 2012 au 31 mars 2016 sur STS.
La Cuisine raconte la vie du restaurant français gastronomique Claude Monet (Victor depuis la cinquième saison) à Moscou et de son personnel à travers des situations comiques et dramatiques.
Cette série est inédite dans tous les pays francophones.

## Synopsis
Maxime Lavrov, cuisinier de vocation, rêve de devenir un chef célèbre. Fraîchement sorti de l'école de cuisine de sa Voronej natale et libéré de ses obligations militaires, il part conquérir Moscou. La chance lui sourit et il se fait engager dans le meilleur restaurant de Moscou, qui appartient à Dmitri Naguiev, une star du show-business.
L'intrigue se déroule progressivement tout au long de la série. Chaque épisode contient trois histoires complètes d'importance égale qui peuvent s'entrecroiser. Les pensées de Maxime (ou d'autres personnages en son absence) débutent et concluent en général chaque épisode. Ces pensées servent de conclusion philosophique ou morale à l'épisode.

## Distribution

### Acteurs principaux
- Dmitri Nazarov : Viktor Petrovitch Barinov, le chef du restaurant de cuisine française Claude Monet (jusqu'à l'épisode 61), puis commis, cuisinier, puis chef du restaurant italien Arcobaleno (épisodes 63-79), et enfin chef du restaurant français Victor (à partir de l'épisode 81). Né le 11 juin 1960 à Moscou, il a longtemps séjourné à Paris. Possède un caractère exécrable. Tendances à l'alcoolisme et aux jeux de hasard. Fervent supporter de l'équipe de football du Spartak. Fait souvent des paris osés, qu'il perd la plupart du temps, ce qui explique qu'il se retrouve en permanence endetté. Il survit à un mini infarctus pendant l'épisode 29. Divorcé trois fois, père de deux filles, Katia (l'aînée) et Alissa (la cadette). Il entretient une relation avec Elena Sokolovaïa, le chef du restaurant Arcobaleno, qu'il demande en mariage dans l'épisode 92, et épouse dans l'épisode 119. Il est expulsé du restaurant Claude Monet dans l'épisode 61 en raison de sa critique publique de Naguiev diffusée à la télévision. Dans l'épisode 80, il participe au show télévisé de Naguiev dans l'espoir de redevenir le chef du restaurant Claude Monet, mais il échoue (l'un des membres du jury, German Land, lui en voulait). À la suite de cet échec, il ouvre un nouveau restaurant avec son équipe dans l'épisode 81, qu'il nomme Victor. Dans les épisodes 117 et 118, il se trouve dans le coma à la suite d'un accident cardiaque. Dans le 119e épisode, il retourne dans son restaurant après un traitement en Allemagne. L'épisode 120 le voit remporter une étoile Michelin pour son restaurant Victor.
- Mark Bogatyrev : Maxime Leonidovitch Lavrov, cuisinier au restaurant Claude Monet (épisodes 1 à 39 et 48 à 72), serveur (épisodes 40 à 48), sous-chef (épisodes 38 et 64), cuisinier au restaurant Victor (épisodes 87 à 100), et chef du restaurant Claude Monet (à partir de l'épisode 100). Né le 18 février 1989, est arrivé à Moscou de Voronej. Personnage plutôt charismatique, il obtient facilement la sympathie des femmes. Bien qu'ingénieux et inventif, son insouciance le met souvent dans des situations difficiles. D'abord en couple avec Vika (épisodes 12 à 20), leur relation est interrompue à la suite d'une nuit trop alcoolisée passée entre les bras de Sasha, une serveuse. Il essaie à tout prix de reconquérir le cœur de Vika au cours de la saison 3, malgré l'apparition d'un adversaire de poids en la personne de Dmitri Naguiev. Il tombe également sous le charme de Katia un temps, mais décide de poursuivre l'assaut de Vika, qu'il finit par épouser dans le long-métrage "la Cuisine à Paris". Dans l'épisode 72, Vika le chasse de la maison à la suite d'une infidélité tout juste évitée avec Sasha, et Maxime quitte Moscou pour Saint-Pétersbourg où il se réfugie chez un ami. Il retourne à Moscou dans l'épisode 84 après avoir appris que Vika est enceinte. Celle-ci obtient malgré tout le divorce dans l'épisode 92. Leur fille Evguénia naît pendant l'épisode 97. Il se réconcilie avec Vika dans l'épisode 100 et réalise son rêve en devenant le chef du restaurant Claude Monet. Apparitions : saisons 1 à 5.
- Elena Podkaminskaïa : Viktoria Sergueïevna Gontcharova, directrice artistique du restaurant Claude Monet (épisodes 1 à 55, 57 à 80, et à nouveau à partir de l'épisode 100). Née le 15 septembre 1985, est arrivée à Moscou de Kaliningrad. Sûre de soi, indépendante et talentueuse, elle épouse Maxime dans le long-métrage La Cuisine à Paris. Sa relation avec Maxime prend fin au 72e épisode, lorsqu'elle le surprend embrasser Sacha. On apprend dans l'épisode 80 qu'elle est enceinte de Maxime, mais n'avait pas souhaité le lui annoncer. Elle demande le divorce dans l'épisode 86, et l'obtient dans l’épisode 92. Leur fille Evguénia naît dans l'épisode 97. Dans l'épisode 100, alors qu'elle s'apprête à quitter Moscou pour Saint-Pétersbourg à l'appel d'Eléonore Andreïevna, elle entend par hasard Maxime déclarer que pour lui la famille est plus importante que ses fonctions de chef de cuisine, lui pardonne, et reste à Moscou travailler à ses côtés au restaurant Claude Monet. Apparitions : saisons 1 à 6.
- Dmitri Naguiev : lui-même, propriétaire du restaurant Claude Monet (jusqu'au 20e épisode, puis du 30e au 57e, et à nouveau à partir de l'épisode 60), copropriétaire de l'hôtel-boutique Eleon (épisodes 101 à 108). Acteur et showman à succès, c'est un coureur de jupons. Il est marié à Kristina jusqu'à l'épisode 44, et noue une relation platonique avec Vika entre les épisodes 46 et 53. Il licencie Barinov à l'épisode 61 après que ce dernier l'a publiquement critiqué à la télévision. Dans l'épisode 80 il choisit comme chef de son restaurant au cours d'un show télévisé Oksana Smirnova, ce qui provoque la fin définitive de son amitié avec Barinov. Dans l'épisode 99, il essaie de convaincre Barinov de revenir au Claude Monet, mais celui-ci refuse. Il engage Maxime comme chef du restaurant Claude Monet sur recommandation de Barinov dans l'épisode suivant (100). Il entretient une relation avec Eleonora Andreïevna à partir de l'épisode 97, la demande en mariage dans l'épisode 100, et l'épouse dans l'épisode 101, et devient copropriétaire de l'hôtel-boutique Eleon. Il trompe Eleonora avec son ex-femme Kristina pendant le mariage, et à l'épisode 108, Eleonora les trouve tous deux presque nus, à la suite de quoi il déclare demander le divorce. Il est humilié publiquement par Eleonora dans l'épisode 110. Apparitions : saisons 1 à 6.
- Victor Horinyak : Constantin Konstantinovitch Anissimov, barman (jusqu'à l'épisode 80) et sommelier (épisodes 71 à 80) du restaurant Claude Monet, barman et sommelier du restaurant Victor (depuis l'épisode 81). Meilleur ami de Maxime, il est arrivé à Moscou de Krasnoïarsk. Il a un caractère simple et doux, et malgré un physique avantageux, a de la peine à entrer en relations avec les filles. Il se marie dans l'épisode 60 à la serveuse Nastia, et ensemble ils ont un fils, Stepan. Il ne sait pas mentir, surtout à Nastia. Son père a abandonné sa famille lorsqu'il était enfant, ce pour quoi Viktor éprouve des sentiments négatifs envers lui. Nastia le retrouve dans l'épisode 105. Apparitions : saisons 1 à 6.
- Olga Kouzmina : Anastassia Stepanova Fomina, serveuse au restaurant Claude Monet (jusqu'à l'épisode 80), puis serveuse au restaurant Victor (à partir de l'épisode 81). Végétarienne pratiquante (à l'exception de l'épisode 42 où le stress de la grossesse la pousse à manger de la viande, et des épisodes 103 et 108, où elle mange de la viande pour démontrer à Kostya et son père qu'elle peut aller à l'encontre de ses principes pour ses proches), défenseuse des droits des animaux et des sans-abris. Un peu naïve, sentimentale et romantique. Elle est arrivée à Moscou de sa ville natale de Podolsk. Dans l'épisode 60, elle épouse le barman Constantin avec lequel elle a un fils. Elle souhaite un deuxième enfant. Apparitions : saisons 1 à 6.
- Sergueï Epichev : Lev Semionovitch Soloviov, sous-chef du restaurant Claude Monet (jusqu'à l'épisode 64), sous-chef du restaurant Arcobaleno (épisodes 64 à 80), sous-chef du restaurant Victor (épisodes 81 à 119). Né le 1er juillet 1981, était amoureux de la fille aînée du chef Viktor Nazarov, dont il est le bras droit et un fidèle ami. Vit avec sa mère, souffre de bégaiements. Il tombe amoureux de Gulnara, la nièce d'Aïnoura, dans l'épisode 89, et entretient une relation amoureuse avec elle à partir de l'épisode 100. Dans l'épisode 119, il refuse la proposition de Viktor Nazarov de devenir chef du restaurant Victor et s'envole à Bichkek pour rejoindre Gulnara. Apparitions : saisons 1 à 6.
- Sergueï Lavyguine : Arseni Andreïevitch Tchouganine, cuisinier au restaurant Claude Monet (jusqu'à l'épisode 80), cuisinier au restaurant Victor (à partir de l’épisode 81), spécialiste de la viande. Aime voler les produits de la cuisine et jouer avec les nerfs de ses collègues. Il est arrivé à Moscou de sa ville natale de Smolensk. Il a commencé son métier de cuisinier dans une cafétéria d'usine. Meilleur ami de Fiodor, il est marié à Marina, qu'il aime et craint tout à la fois. Apparitions : saisons 1 à 6.
- Mikhaïl Taraboukine : Fiodor Mikhaïlovitch Iourtchenko, cuisinier au restaurant Claude Monet (jusqu'à l'épisode 80), cuisinier du restaurant Victor (à partir de l'épisode 81), spécialiste du poisson, citoyen de Moldavie grâce à des faux documents. Ment longtemps sur sa condition précédente, prétendant être un ancien cuisinier de l'armée de mer, alors qu'en réalité il souffre du mal de mer. Meilleur ami d'Arseni, avec lequel il fait les quatre cents coups dans la cuisine. Apparitions : saisons 1 à 6.
- Nikita Tarassov (ru) : Louis Benoît, boulanger au restaurant Claude Monet (jusqu'à l'épisode 80), puis boulanger au restaurant Victor (à partir de l'épisode 81). Est arrivé de Moscou de sa Provence natale (France). Ne cache pas son homosexualité et aime parler et se chamailler au téléphone avec son amant en France, qu'il quitte dans l'épisode 116 pour passer la nuit avec une fille. Apparitions : saisons 1 à 6.
- Janyl Assanbekova : Aïnoura Jannatbekovna Kenensarova, femme de ménage du restaurant Claude Monet (jusqu'à l'épisode 80) et du restaurant Victor (à partir de l'épisode 81). Est arrivée à Moscou du Kirghizistan (Bichkek). Travaille depuis quelques années déjà au noir et sans permission officielle. Est amoureuse un temps de German. Apparitions : saisons 1 à 6.
- Marina Moguilevskaïa : Elena Pavlovna Sokolova, cheffe du restaurant italien Arcobaleno (épisodes 68 à 79), écrivaine (à partir de l'épisode 102) et critique culinaire (à partir de l'épisode 105). Elle devient l'épouse de Viktor Barinov dans l'épisode 119. Née à Moscou, elle a vécu et travaillé longtemps en Inde. Elle a un fils prénommé Vassili. Elle entretenait une relation amoureuse avec Viktor Barinov, qui la demande en mariage dans l'épisode 92, mais elle ne peut l'épouser tout de suite car elle n'a pas encore divorcé de son précédent mari. Apparitions : saisons 1 à 6.
- Valeria Fiodorovitch : Ekaterina Viktorovna Semionova, fille de Victor Barinov et Eleonora Galanova. Experte en cuisine moléculaire (épisodes 41 à 44), puis sous-chef de la cuisine moléculaire du restaurant Claude Monet (épisodes 45 à 59), sous-chef du restaurant Claude Monet (épisodes 73 à 80), sous-chef de la cuisine moléculaire du restaurant Victor (depuis l'épisode 81). Née en 1981, a étudié la cuisine moléculaire en France. Comme son père ne la voulait pas en cuisine, c'est Naguiev qui la fait venir. S'est fait exclure de ses études culinaires en France, ce qu'elle a caché longtemps à son père, avant que le secret ne s'ébruite, toutefois sans conséquences. Renvoyée de la cuisine dans l'épisode 59, elle revient dans l'épisode 73. Amoureuse de Maxime, elle garde des relations d'amitié avec lui. Entre l'épisode 77 et 84 elle sort avec Denis, mais s'en sépare sur son initiative. À partir de l'épisode 99, elle entretient une relation avec Nikita, mais apprend dans l'épisode 100 que ce dernier l'a séduite grâce à sa mère, Eleonora Andreïevna. Elle se remet avec lui à partir de l'épisode 110 pour rendre jaloux Denis, et accepte sa proposition de mariage dans l'épisode 113, même si elle aime toujours Denis, qu'elle se remet à fréquenter à partir de l'épisode 114, sans rien en dire à Nikita. Dans l'épisode 119, elle s'enfuit de son propre mariage, car elle aime toujours Denis. Elle apprend dans l'épisode 120 qu'elle attend un enfant de Denis. Apparitions : saisons 3 à 6.
- Mikhaïl Bachkatov (ru) : Denis Andreïevitch Krylov, musicien, ami d'enfance de Maxime. Arrivé à Moscou de Voronej, il est employé au restaurant Victor d'abord comme serveur (épisode 62), puis cuisinier du restaurant Claude Monet (épisodes 62 à 80). Il y travaille également comme musicien (épisodes 71-80), puis devient cuisinier du restaurant Victor (épisodes 81 à 85), et enfin musicien ans ce même restaurant (à partir de l'épisode 101). Naïf et doux, c'est un grand fan du Spartak. Il vit au début avec Maxime et Vika, puis loue une chambre dans l'appartement d'Arseni. Il sort avec Katia de l'épisode 77 à 84. Dans l'épisode 81, après une tentative infructueuse de la demander en mariage, il la trompe avec Eleonora Andreïevna, ne sachant pas qui elle est. Il avoue son infidélité à Katia dans l'épisode 85 (mais lui cache l'identité de la pécheresse, ne voulant pas rompre les relations entre Katia et sa mère) et quitte l'hôtel de force. Il retourne au restaurant Victor dans l'épisode 101 sur l'invitation de Naguiev et y travaille comme musicien. Dans la saison 6, il tente de conquérir à nouveau Katia, qu'il aime encore, malgré l'apparition d'un autre prétendant, Nikita. Cela ne l'empêche pas de sortir avec Sveta, qui est amoureuse de lui (épisodes 110 et 115). À partir de l'épisode 114, il est à nouveau avec Katia, et s'en explique à Sveta dans l'épisode 115. Il apprend que Katia est amoureuse de lui dans l'épisode 120. Apparitions : saisons 4 à 6.
- Igor Vernik (en) : German Mikhaïlovitch Land, chef du restaurant Claude Monet (épisodes 63 à 78). Maître de sport en boxe, a travaillé un temps à Riga. A pour habitude d'avoir un espion dans chaque endroit où il travaille, et il en essaie sans succès d'en trouver un à Claude Monet. Il drague Vika avec insistance, mais elle se refuse à lui (épisodes 77 à 78). Souffre d'accès de colère incontrôlables, qui le forcent à prendre des calmants. Cette situation provoque son renvoi du restaurant (Barinov le force à quitter de lui-même le restaurant, le menaçant de le dénoncer à la police dans le cas contraire). Se trouve sur la liste rouge des cuisiniers en Lettonie à cause d'une agression. Dans l'épisode 80, il fait partie du show de Naguiev et vote contre Victor, exerçant ainsi sa vengeance. Apparitions : saison 4 uniquement.
- Elena Ksenofontova : Eleonora Andreïevna Galanova (Semionova), propriétaire de la boutique hôtel Eleon, artiste. Mère de Katia et ex-épouse de Victor Barinov. Charmeuse, plaît beaucoup aux hommes. Son dernier mari est mort en lui laissant l'hôtel en héritage. A de mauvaises relations avec Katia qu'elle essaie d'améliorer, ce qui ne l'empêche pas de se mêler constamment de sa vie privée et même de l'utiliser à son avantage. Elle couche avec Denis (épisode 81), ce qui le force à quitter Katia. Elle entretient une relation avec Naguiev à partir de l’épisode 97 et l'épouse dans l'épisode 101. Elle le surprend presque nu avec son ex-épouse Kristina dans l'épisode 108 et demande le divorce. On apprend dans l'épisode 119 qu'elle sort avec Rodion Sergueïevitch. Apparitions : saisons 5 et 6.
- Grigori Siyatvinda : Mikhaïl Djekovitch, directeur de la boutique hôtel Eleon, fanat du TSKA, ce qui est source de conflits avec Victor Barinov, lui-même fan du Spartak. Comme ce dernier, a tendance à se soûler lorsque son équipe favorite perd, et aime parier. A travaillé cinq ans comme portier avant de devenir directeur. Était secrètement amoureux d'Eleonora Andreïevna jusqu'à ce qu'il apprenne qu'il n'était rien d'autre qu'un serviteur pour elle. Il en veut en secret à Victor Barinov pour cacher à Eleonora Andreïevna l'infidélité de Naguiev, et le lui fait payer dès que l'occasion se présente, jusqu'à ce que ce dernier l’apprenne et se venge (épisodes 101-112). Dans l'épisode 116, il envoie un faux inspecteur Michelin au restaurant. Dans le dernier épisode (120), oubliant tous les affronts passés, il fait de son mieux pour que le restaurant obtienne une étoile Michelin. Apparitions : saisons 5 et 6.
- Ferouza Rouziyeva : Gulnara, femme de ménage du restaurant Victor (épisodes 89 à 119), nièce d'Aïnoura et petite amie de Lev (à partir de l'épisode 100). Née en 1990 à Bichkek. Ne s'entend pas au début avec la mère de Lev, mais parvient à avoir de bonnes relations avec elle par la suite. Dans l'épisode 119, elle annonce à Lev se marier et partir pour toujours à Bichkek, alors qu'en réalité son visa est échu. Apparitions : saisons 5 à 6.
- Filipp Bledny (ru) : Nikita Andreïevitch Diaguilev, serveur au restaurant Victor (épisodes 95 à 101), directeur artistique du restaurant Victor (à partir de l'épisode 101). Fils d'Andreï Dyagilev, milliardaire et concurrent principal d'Eleonora Andreïevna. Parti travailler comme serveur par volonté d'indépendance vis-à-vis de son père. Eleonora Andreïevna, voyant en lui une occasion de jouer à son avantage, tente de le mettre en relation avec Katia. Dans l'épisode 100, Katia apprend en secret la vérité, et le quitte. Dans la sixième saison, lutte avec Denis pour reconquérir Katia, qui finit par choisir Denis. Apparitions : saisons 5 et 6.

## Tournage
Le tournage de la série a commencé en juillet 2012. Avec une moyenne de 200 000 $ par épisode, la série est l'une des plus chères de l'histoire des sitcoms russes. 8 millions de dollars ont été dépensés pour le tournage des 40 premiers épisodes, tandis que l'achat des droits de diffusion d'une chanson de Beyoncé a coûté 1 million de roubles. La première diffusion de la série a eu lieu le 22 octobre 2012 à 21 h sur la chaîne STS.
Le tournage des 20 épisodes de la deuxième saison a commencé le 1er novembre 2012, et leur diffusion le 25 mars 2013.
Le tournage de la troisième saison a commencé en juillet 2013, et parallèlement, du 6 septembre 2013 au 18 février 2014, a eu lieu le tournage du film La Cuisine à Paris. La diffusion de la troisième saison a commencé le 3 mars 2014, tandis que le film est sorti au cinéma le 1er mai 2014.
Un documentaire sur le film est sorti le 2 mars 2014.
Le tournage de la quatrième saison a débuté en avril 2014, et sa diffusion à partir du 13 octobre 2014.
Le tournage de la cinquième saison a eu lieu du 26 janvier au 30 avril 2015, et sa diffusion à partir du septembre 2015.
Le tournage de la sixième et dernière saison a eu lieu du 25 juin au 15 octobre 2015, et sa diffusion à partir du 29 février 2016.
La série a été officiellement achevée le 15 octobre 2015. À l'annonce de l'arrêt de la série, les fans ont créé un site de soutien pour la réouverture du tournage, qui comptait plus d'1 million de signatures en janvier 2016. L'arrêt de la série est liée à l'accomplissement des lignes de sujet des héros principaux.
Un nouveau long-métrage intitulé La Cuisine: Dernière Bataille est en préparation depuis le 27 mai 2014. La préparation officielle du tournage a débuté en juin 2015 et le tournage est prévu pour l'automne-hiver 2016. La diffusion de la première au cinéma est prévue pour le 20 avril 2017.
Du 4 juillet au 23 septembre 2016 a eu lieu le tournage d'un spin-off de la série intitulé Hôtel Eleon, dont la diffusion est prévue sur la chaîne STS le 28 novembre 2016. Le réalisateur du spin-off est Anton Fedotov, réalisateur des trois dernières saisons de La Cuisine. Certains personnages feront leur retour dans le spin-off (par exemple Senia, Kostia et Nastia, Mikhail Djékovitch, Eleonora Andreïevna, Nikita, et peut-être aussi Vitkor Barinov et Dmitri Naguiev).

## Suite
La série a connu une suite au cinéma : La Cuisine à Paris en 2014.